# Мазурівське родовище нефелінових руд
Мазуровське родовище нефелінових руд — родовище нефелінових руд в межах Октябрського лужного масиву у Волноваському районі Донецької області. Геологічно розташоване на Східноприазовській площі. Запаси по 5 покладах становлять 451 млн т. при середньому вмісті в%: SiO2 — 57,23; Al2O3 — 21,16; Na2O + K2O — 10,54; СаО — 4,0; сумарне залізо — 2-3; TiO2 — 0.2-0.5; вологість — 2.
Мазурівське родовище нефелінових сієнітів — є підготовленим до промислового освоєння за ступенем геологічної, технологічної, гідрогеологічної та інженерно-геологічної вивченості.
Балансові руди є бідними за вмістом рідкісних металів, та важкозбагачуваними. Проведені дослідження показали можливість одержання нефелін-польовошпатових концентратів з вмістом Fe2O3 — 0,4-0,5 % і виходом більше 60 %, що дозволяє розглядати Мазурівське родовище у якості об'єкту видобутку нефелін-польовошпатової сировини. Супутньо можливе одержання цирконового концентрату, що поступається за якістю цирконовому концентрату Вільногірського ГМК, а також бідного ніобієвого промпродукту.

## Опис родовища
Нефелінові сієніти родовища являють собою щільні й міцні дрібно- та середньозернисті породи з масивною або смугастою текстурою. Складаються вони в основному з нефеліну (30-40 %), мікрокліну (30 %), альбіту (10-15 %), з мінливою, звичайно невеликою кількістю лепідомелану (4-5 %), егірину (2-3 %) і карбонатів (1-3 %). З акцесоріїв присутні циркон (1,0 %), пірохлор (0,15 %), магнетит (~0,3 %), ільменіт (~0,3 %), сульфіди (≤0,1 %), апатит (<0,1 %), флюорит (<0,1 %).
Породотвірні мінерали мають розмір від десятих часток до декількох міліметрів, іноді до 10-15 мм, і тісно зростаються між собою. Розміри акцесорних мінералів значно менші, і лише циркон досягає розмірів 5-7 мм.
На родовищі за розповсюдженістю і запасами виділено три головних типи руд: маріуполіти, мікроклін-нефелінові пегматити і польовошпатові метасоматити.
Вміст основних рудних компонентів у природних різновидах руд мінливі і варіюють у широких межах — від 49 до 96 %. У породах чітко спостерігається загальне закономірне збільшення вмісту ніобію, танталу і цирконію в ряді: нефеліновий пегматит — маріуполіт — польовошпатовий метасоматит. Причому у всіх типах порід розподіл вмісту цирконію більш нерівномірний, ніж розподіл вмісту ніобію і танталу.
Зруденіння Мазурівського родовища представлено серією роз'єднаних, невеликих за розмірами промислово-вартісних ділянок, зближених, без строгої закономірності розташованих у просторі рудних тіл. У межах останніх завжди має місце чергування промислових, непромислових руд і порожніх порід у різних сполученнях. Промислово-вартісні ділянки важко або зовсім не піддаються оконтурюванню. Можливе лише проведення загального великого контуру переривчастого зруденіння в цілому, усередині якого розташовані всі роз'єднані промислові ділянки-скупчення. Таким контуром є геологічна границя виявлених рудних тіл.
Форма рудних тіл жилоподібна, плитоподібна, дуже часто ускладнена пережимами і роздувами.
Усього в межах родовища виявлено й оконтурено 44 рудних тіла. Довжина більшості рудних тіл перевищує 500 м (27 тіл, або 61 %), а окремі тіла (15 тіл, або 34 %) простягаються без перерви більш ніж на 1 000 м.
Найбільша ширина тіл, що зустрічаються, 200—300 м (20 тіл, або 45 %), іноді відзначаються тіла шириною більше 300 м (18 тіл, або 41 %), а в окремих випадках (14 %) і більше — 500 м. Потужність виявлених рудних тіл досить невитримана і змінюється від перших десятків сантиметрів до 78,3 м. Середня арифметична потужність — 6,7 м; коефіцієнт варіації потужностей рудних тіл — 128 %.
З огляду на геометричні параметри рудних тіл Мазурівське родовище варто віднести до безперервного за кондиціями і до нерівномірного за вмістом корисних компонентів.
Основні запаси рідкіснометалево-нефелін-польовошпатових руд Мазурівського родовища зосереджені в двох головних рудних тілах — № 1 і № 5. Рудне тіло № 1 (у межах родовища) довжиною 900 м і шириною 600—800 м розкрите кар'єром в центральній частині родовища, розбурене 72-ма свердловинами. Мінімальна потужність його становить 1,0 м, максимальна — 46,9 м, середня — 16,0 м. Рудне тіло № 5 (у межах родовища) має довжину 1 100 м, ширину — 500—600 м, розкрито 75-ма свердловинами і простежується в інтервалі абсолютних висотних позначок від 149,6 до 7,6 м. Мінімальна потужність його становить 1,0 м, максимальна — 42,0 м, середня — 11,2 м.
За попередньою оцінкою сумарні запаси рудної маси в тілах № 1 і 5 до горизонту абсолютної позначки «+125 м» (45-55 м від денної поверхні) у межах Південно-східної (незабудованої) ділянки Мазурівського родовища становлять близько 5,7 млн тонн.

## Перспективи розробки
Мазурівське родовище нефелінових сієнітів, верхній поклад якого розроблявся промисловістю майже до кінця 1960-х років минулого століття як джерело лише цирконію, було законсервоване після відкриття та освоєння Самотканського розсипного родовища циркон-ільменітових руд в Дніпропетровській області. Геологорозвідувальними роботами 1980-90-х років на глибину до 600 м встановлено існування 16 основних субгоризонтальних рудних тіл різної потужності, більш пологими, ніж це вважалося раніше, що відповідає уявленням про магматичний масив центрального типу з субгоризонтальним розшаруванням, та обґрунтовано можливість вилучення й інших корисних копалин — пірохлору, нефеліну, польового шпату.
Аналіз розробленої нової геолого-структурної моделі родовища показав, що існують геологічні передумови подальшого освоєння Мазурівського родовища, значного зростання ресурсних показників родовища за рахунок залучення до розробки флангів та глибоких горизонтів.
Сприятливі гірничо-геологічні, гідрогеологічні умови розробки родовища, відсутність розкриву на значній його площі завдяки попередній експлуатації, збережена розвинута інфраструктура в районі робіт — все це дає можливість знизити витрати та скоротити терміни освоєння родовища.
Мазурівське родовище слід відносити до комплексного рудного об'єкту, який є перспективним джерелом отримання рідкісних металів (цирконій, гафній, ніобій, тантал), якісних нефелін-польовошпатових концентратів для виробництва скла і кераміки. Глибока і комплексна переробка концентратів та напівпродуктів дозволяє додатково отримувати тетрахлорид кремнію для виробництва полікристалічного кремнію або тонкодисперсного оксиду кремнію, фероалюмінієвих продуктів, коагулянтів, та іншої продукції.
В зв'язку з цим родовище слід вважати нефелін-польовошпат-рідкіснометалічним, а не лише рідкіснометалічним, як затверджено в ДКЗ України. У відповідності з новим «статусом» родовища, необхідно перезатвердження його запасів як комплексного об'єкту.
Попередні розрахунки ТЕО освоєння Мазурівського родовища показують наступні показники його рентабельності:
- • як рідкіснометалічного об'єкту — 10 %;
- • за рахунок вдосконалення технологічної переробки в сучасних умовах — 21,3 %;
- • при рекомендуємому комплексному підході — до 40 %, що вказує на значні потенційні ресурси родовища.

Це дає можливість обґрунтувати родовище у якості «еталонного комплексного пілотного об'єкту» для створення вітчизняної сировинної бази з повним циклом виробництва: від його розробки до створення високоякісної продукції нового покоління.
Поновлення розробки Мазурівського родовища доцільно за умови комплексної переробки руди, яка забезпечить отримання нефелін-польовошпатової продукції для вітчизняної керамічної та скляної промисловості, та супутнє вилучення інших корисних копалин і компонентів — оксидів цирконію, гафнію, ніобію, танталу, — що дозволить створити відносно дешеву вітчизняну сировинну базу для виробництва фероніобію, феросилікоцирконію, фероцирконію та напівпровідникового кремнію, що сприятиме реальному зниженню собівартості їхнього виробництва.
Організація кар'єра в межах раніше діючого на родовищі не являє особливих труднощів через невеликий обсяг розкривних робіт. Однак при цьому потрібно будівництво дробильно-подрібнювального комплексу, а також найпростішої сортувальної і при необхідності — збагачувальної установки, продуктивністю 400 тис. т на рік по вихідній сировині, або 160 тис. т на рік по концентрату.
В гідрогеологічному відношенні умови розробки родовища досить прості. Основним водоносним горизонтом, що визначає величину водоприпливів, є водоносний комплекс кристалічних порід раннього протерозою. Він, в цілому, характеризується низькими фільтраційними властивостями кристалічних утворень і малими витратами (від 0,008 до 0,8 л/с) свердловин. За хімічним складом води переважно сульфатні, жорсткі, з високим (до 5,3 г/л) вмістом солей. Води не придатні для зрошення. В процесі експлуатації родовища підземні води повинні бути цілком використані в технологічному циклі видобутку і переробки руди.
Розрахунки припливу рудникових вод виконані для відкритого варіанту видобутку корисних копалин. Водоприплив підземних вод у кар'єр на кінцевий термін експлуатації родовища не перевищить 47 м3/год, а з врахуванням величини атмосферних опадів — 71 м3/год, що не потребує спеціальних осушувальних заходів.
Товарною продукцією згідно з ТЕД тимчасових кондицій є польовошпатові (натрієвий і калієвий) продукти, цирконовий концентрат та пірохлоровий промпродукт, одержані при збагаченні руд родовища, а також щебінка (або пісок) розкривних основних-ультраосновних порід.
В процесі розвідки родовища УкрДІМРом (м. Сімферополь), Механобрчерметом (м. Кривий Ріг) та інш. виконаний великий комплекс технологічних досліджень. Розроблені технологічні схеми переробки руди передбачали попереднє збагачення у важких суспензіях і основне гравітаційно-магнітне, або гравитаційно-магнітно-флотаційне збагачення, що дозволяло виділити з рудної маси нефеліновий та польовошпатовий концентрати, і одержати кінцевий товарний цирконовий концентрат, магнетитовий та ільменітовий промпродукти, а також колективний ніобій-танталовий чорновий концентрат для наступної гідрометалургійної переробки. Запропоновані технологічні схеми забезпечують вилучення пентоксиду ніобію на рівні 25-30 % від вихідної руди в чорновий концентрат з вмістом 3-7 % Nb2O5, вилучення ZrO2 в цирконовий концентрат на рівні 60-70 % (вихід — 0,5-0,7 %, масова частка ZrO2 — 55-62 %).
Вихід нефелін-польовошпатового концентрату прогнозується на рівні 60-70 % з вмістом Fe2O3 — 0,4-0,5 %.
В результаті досліджень встановлено, що ільменітовий низькоякісний концентрат (масова частка TiO2 — 30-42 %,) можливо отримати лише з низьким вилученням та виходом, а плагіоклазовий концентрат — з високою масовою часткою CaO (9,6 %), що виключає його реалізацію на ринку.
Пізніші наші дослідження дозволили розробити технологію гравітаційного збагачення у відцентровому полі з наступною високоградієтною магнітною сепарацією, та доводкою чорнового пірохлорового концентрату відновлювальною плавкою, яка забезпечила більш високі техніко-економічні показники переробки руди Мазурівського родовища. Але якість польовошпатового концентрату суттєво не покращилася.